# Blue Dragon Plus
Blue Dragon Plus (ブルードラゴンプラス Burū Doragon Purasu?) es un videojuego de rol diseñado por Mistwalker y desarrollado por feelplus y Brownie Brown. Fue publicado por AQ Interactive en Japón el 4 de septiembre de 2008 y por UTV Ignition Entertainment el 24 de febrero de 2009 en Norteamérica. Es el segundo de tres juegos de la serie Blue Dragon, y el primero de dos para la Nintendo DS.

## Trama
Un año después de los acontecimientos del juego original, el mundo continúa abrazando y explorando los mundos cúbicos que resultaron de la apertura del núcleo del planeta. Un día, el rey Jibral y Zola se encuentran con una misteriosa y malvada sombra de dragón de tres cabezas llamada Balaur que emerge de uno de los cubos. Zola tiene un mal presentimiento al respecto y después de informar a Shu y al grupo, se encuentran en otra aventura para descubrir esta nueva amenaza.

## Jugabilidad
Blue Dragon Plus es un juego de estrategia en tiempo real. Se puede jugar íntegramente con el lápiz óptico Stylus de Nintendo DS. Las batallas comienzan una vez que el grupo entra en contacto con el enemigo y los personajes pueden atacar automáticamente. Los personajes también pueden participar en Batallas de Sombras cuando se encuentran con un enemigo con una sombra. La magia se puede utilizar cuando los personajes usan sus habilidades invocando sus sombras.

## Recepción
| Recepción |                       |
| --- | --------------------- |
| Puntuaciones de reseñas Evaluador Calificación Metacritic 69/100 [ 4 ] Puntuaciones de críticas Publicación Calificación Destructoid 6.5/10 [ 5 ] Famitsu 30/40 [ 6 ] Game Informer 5.5/10 [ 7 ] GamePro [ 8 ] Game Revolution C− [ 9 ] GameSpot 6/10 [ 10 ] GameZone 8/10 [ 11 ] IGN (AU) 8.1/10 [ 12 ] (US) 8/10 [ 13 ] Nintendo Life [ 14 ] Nintendo Power 8/10 [ 15 ] Pocket Gamer [ 16 ] RPGamer 3/5 [ 17 ] RPGFan 78% [ 18 ] Teletext GameCentral 6/10 [ 19 ] |                       |
| Puntuaciones de reseñas |                       |
| Evaluador | Calificación          |
| Metacritic | 69/100                |
| Puntuaciones de críticas |                       |
| Publicación | Calificación          |
| Destructoid | 6.5/10                |
| Famitsu | 30/40                 |
| Game Informer | 5.5/10                |
| GamePro | [ 8 ]                 |
| Game Revolution | C−                    |
| GameSpot | 6/10                  |
| GameZone | 8/10                  |
| IGN | (AU) 8.1/10 (US) 8/10 |
| Nintendo Life | [ 14 ]                |
| Nintendo Power | 8/10                  |
| Pocket Gamer | [ 16 ]                |
| RPGamer | 3/5                   |
| RPGFan | 78%                   |
| Teletext GameCentral | 6/10                  |

Blue Dragon Plus recibió críticas "promedio" según el sitio web de agregación de reseñas Metacritic. En Japón, Famitsu' ' le dio una puntuación de uno ocho, dos sietes y un ocho para un total de 30 sobre 40. IGN Australia le dio una reseña favorable sobre un mes y medio antes de su fecha de lanzamiento en Australia.
Blue Dragon Plus entró en las listas de ventas japonesas en el puesto número 3, vendiendo alrededor de 21,000 unidades durante su semana de debut. Las ventas del juego en Japón alcanzaron 58,848 unidades a finales de 2008.